# دولت أباد سه (فتح أباد)
دولت أباد سه (بالإنجليزية: Dowlatabad-e Seh)‏ هي مستوطنة تقع في إيران في Fathabad Rural District. يقدر عدد سكانها بـ 17 نسمة .